# Clavaria fragilis
A Clavaria fragilis, comumente conhecida como dedos de fada, é uma espécie de fungo da família  Clavariaceae. Clavaria vermicularis é um sinônimo posterior, mas muito utilizado. O fungo é a espécie-tipo do gênero  Clavaria e é um membro típico dos fungos clavarioides, também chamados fungos de coral. Produz basidiomas tubulares e brancos que geralmente crescem em grupos densos. Os basidiomas podem atingir dimensões de 15 cm de altura por 0,5 cm de espessura. A Clavaria fragilis é uma espécie saprófita que cresce em serapilheira de florestas ou em pastagens antigas e não melhoradas. É muito comum nas regiões temperadas do Hemisfério Norte, mas também foi relatada na Austrália e na África do Sul. O fungo é comestível, mas não é substancial e não tem sabor. Há vários outros pequenos fungos brancos semelhantes a corais com os quais a C. fragilis pode ser confundida.

## Taxonomia
A Clavaria fragilis foi originalmente descrita na Dinamarca em 1790 pelo naturalista e micologista dinamarquês Theodor Holmskjold, e foi sancionada com esse nome por Elias Magnus Fries em seu Systema Mycologicum de 1821. O epíteto específico vem do latim fragilis e refere-se aos basidiomas quebradiços. A espécie foi redescrita pelo micologista sueco Olof Swartz em 1811, usando o nome Clavaria vermicularis (o epíteto específico significa "semelhante a um verme"). Embora seja um sinônimo posterior e, portanto, obsoleto de acordo com o princípio da prioridade, o último nome ainda é usado com frequência. Há vários outros nomes considerados sinônimos de C. fragilis pelo banco de dados taxonômico MycoBank.
Na América do Norte, o fungo é comumente chamado de dedos de fada (fairy fingers) ou coral de minhoca branca (white worm coral). No Reino Unido, seu nome recomendado em inglês é fusos brancos (white spindles). O naturalista britânico Samuel Frederick Gray o chamou de banquinho de minhoca (worm club-stool) em seu A Natural Arrangement of British Plants (Arranjo natural de plantas britânicas), de 1821.

## Descrição

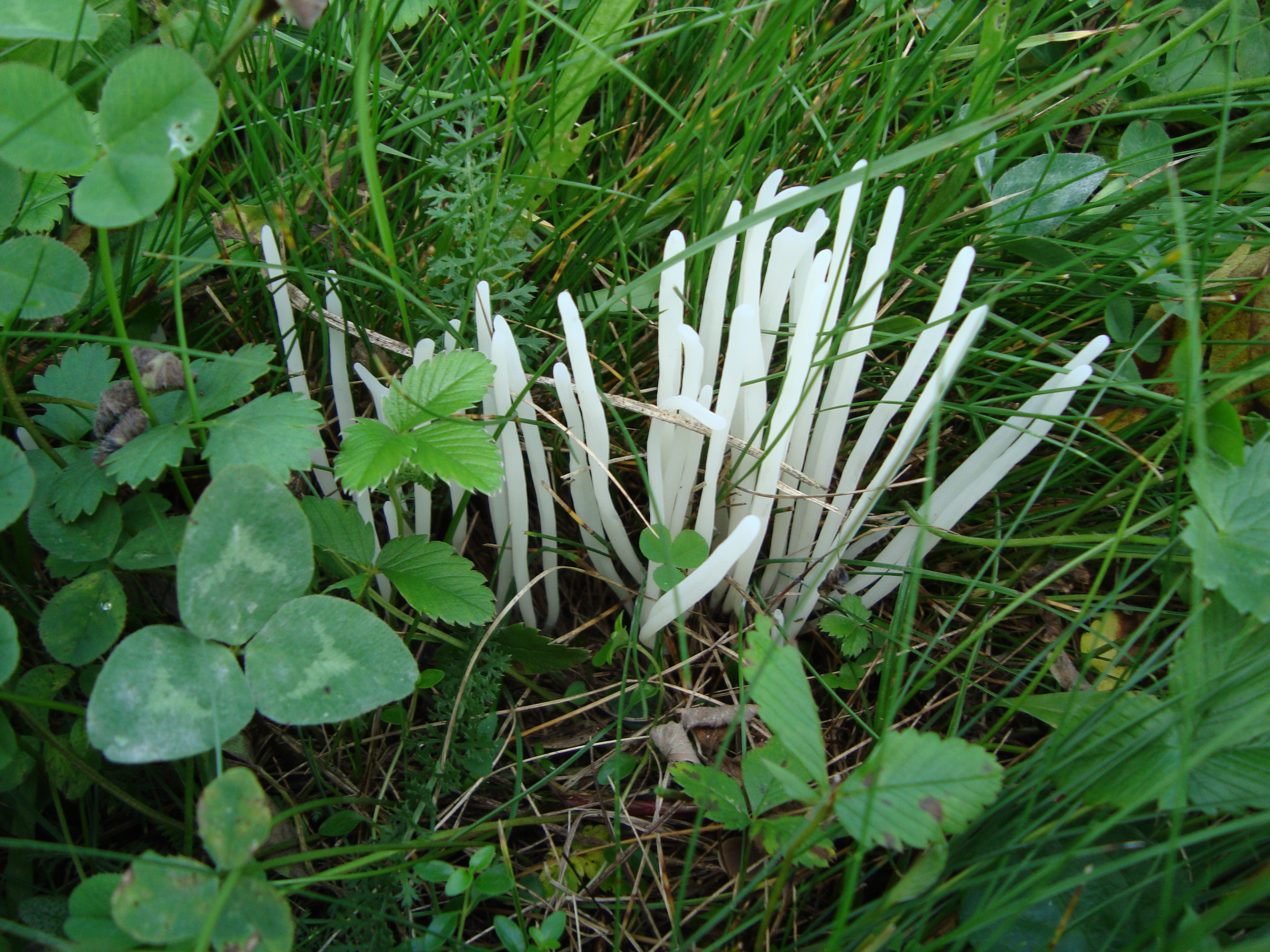
Os cogumelos geralmente crescem em grupos densos

Os basidiomas são irregularmente tubulares, lisos a sulcados, as vezes comprimidos, muito frágeis, brancos, com até 15 cm de altura por 0,5 cm de espessura, e geralmente crescem em grupos densos. A ponta do basidioma se afunila até uma ponta fina e pode amarelar e se curvar com a idade. Não há um pedúnculo distinto, embora ele seja evidente como uma zona curta e semitransparente de tecido na base do estipe. Microscopicamente, as hifas da carne estão inchadas com até 12 μm de largura e não têm fíbulas. Os esporos são lisos, incolores, elipsoides a oblongos, e medem de 5 a 7 por 3 a 4 μm. A esporada é branca. Os basídios (células portadoras de esporos) medem de 40 a 50 por 6 a 8 μm e não possuem fíbulas em suas bases.

### Espécies semelhantes
Fungos semelhantes com basidiomas simples e brancos incluem Clavaria acuta, uma espécie igualmente difundida que normalmente cresce isoladamente ou em pequenos grupos, em vez de em aglomerados densos e pode ser distinguida microscopicamente por seus basídios presos e esporos maiores. A morfologicamente semelhante, mas rara C. atkinsoniana, encontrada no sudoeste e no centro dos Estados Unidos, não pode ser distinguida da C. fragilis apenas pelas características de campo, mas tem esporos maiores - 8,5 a 10 por 4,5 a 5 μm; a C. rubicundula, outra espécie norte-americana, que é semelhante em estatura, mas tem uma coloração avermelhada; e  Multiclavula mucida, uma espécie liquenizada muito difundida, possui basidiomas menores e ocorre com as algas associadas à madeira úmida.
Outras espécies semelhantes incluem Alloclavaria purpurea, Clavulinopsis fusiformis, Clavulinopsis laeticolor e Macrotyphula juncea.

### Comestibilidade
A Clavaria fragilis não é venenosa e é supostamente comestível, mas os cogumelos são insubstanciais e frágeis. Um guia de campo diz que "sua carne é insípida e tão delicada que parece se dissolver na boca". Seu odor foi comparado ao iodo.

## Habitat e distribuição

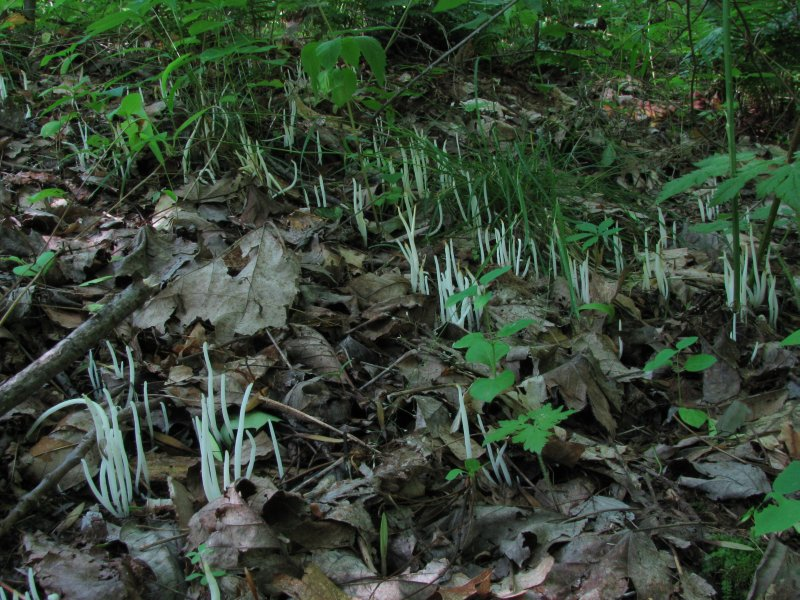
Habitat típico

A espécie ocorre em todo o Hemisfério Norte, na Europa, América do Norte e Ásia. Na América do Norte, é mais comum a leste das Montanhas Rochosas. Também foi registrada na Austrália e na África do Sul, no Hemisfério Sul. Em 2006, foi relatada na zona ártica dos Montes Urais, na Rússia.
O fungo cresce em florestas e pastagens em solo úmido e presume-se que seja saprófito, se alimentando de folhas caídas e caules de grama mortos. Os basidiomas tendem a se desenvolver em grupos, tufos ou aglomerados. Embora possam se desenvolver isoladamente, normalmente são imperceptíveis, a menos que estejam em aglomerados.

## Status de conservação
Na América do Norte, a Clavaria fragilis tem sido considerada "de longe a Clavaria mais comum". No norte da Europa, ela faz parte de um conjunto de fungos "CHEG" (CHEG significa "Clavarioide fungi Hygrocybe-Entoloma-Geoglossaceae") considerados espécies indicadoras de pastagens antigas e não melhoradas (pastagens permanentes que não foram cultivadas por alguns anos). Embora essas pastagens sejam um habitat ameaçado na Europa, a C. fragilis é uma das espécies mais comuns do CHEG. No entanto, ela está na lista vermelha nacional de fungos ameaçados na Holanda e na Eslovênia.